# Таїтянське укулеле
Таїтянське укулеле (інші назви — таїтянське банджо, укарере) — полінезійський традиційний струнний музичний інструмент.

## Опис
Інструмент ззовні схожий на гавайське укулеле. На відміну від нього, таїтянське укулеле має вісім струн, що згруповані попарно, виготовляється з цілого куска дерева (рідше з трьох частин) та не має задньої кришки. В інструменті відсутня резонаторна камера, її заміняє конусоподібний отвір (діаметром 10 см у ширшому місці). Струни роблять зазвичай з рибальської жилки яскравих кольорів. У нього тонший та вищий звук, ніж у гавайського укулеле.

## Історія
Батьківщиною інструменту є острів Таїті. Таїтянське укулеле походить від гавайського укулеле. Поширилось у Французькій Полінезії, островах Кука, Новій Каледонії, Вануату та Маршаллових островах.